# Shōwa no hi
Shōwa no Hi (昭和の日?   "Día de Shōwa") es una celebración festiva japonesa que se realiza el 29 de abril (a partir del año 2007). Anteriormente este día correspondía al Midori no hi.
El Shōwa no Hi tiene un significado profundo: el de definir el propósito que se tuvo en la Era Shōwa. Fue una época de agitación en la cual Japón tuvo muchos conflictos bélicos y una guerra que perdió contra EE. UU. en la Segunda Guerra Mundial, pero de la que también pudo reponerse milagrosamente en un tiempo récord gracias a la voluntad y fuerza del pueblo japonés. De aquí se crea la famosa frase «el milagro japonés». Por lo tanto el Shōwa no Hi tiene el objetivo de recordar a todos los ciudadanos las penurias y alegrías que pasaron en esa Era y transmitírselo a las nuevas generaciones para crear un futuro próspero y nuevo.

## Historia
Esta festividad correspondía al cumpleaños del Emperador Hirohito. Se marcó como día festivo desde el año 1985 en su honor. Pero al morir el Emperador Hirohito el 7 de enero de 1989 se cambió el nombre y motivo del día por Midori no hi la cual se mantuvo desde 1989 a 2006. Y desde 2007 pasó a llamarse finalmente Shōwa no Hi.
Este día marca el inicio de la denominada Semana Dorada.
- Datos: Q1361434